# San Antonio Huitepec
San Antonio Huitepec è un comune del Messico, situato nello stato di Oaxaca.